# Пальшини
Па́льшини (рос. Пальшины) — присілок у складі Верхньокамського району Кіровської області, Росія. Входить до складу Кайського сільського поселення.
Населення становить 6 осіб (2010, 1 у 2002).
Національний склад станом на 2002 рік — росіяни 100 %.